# The Captive (film, 1915)

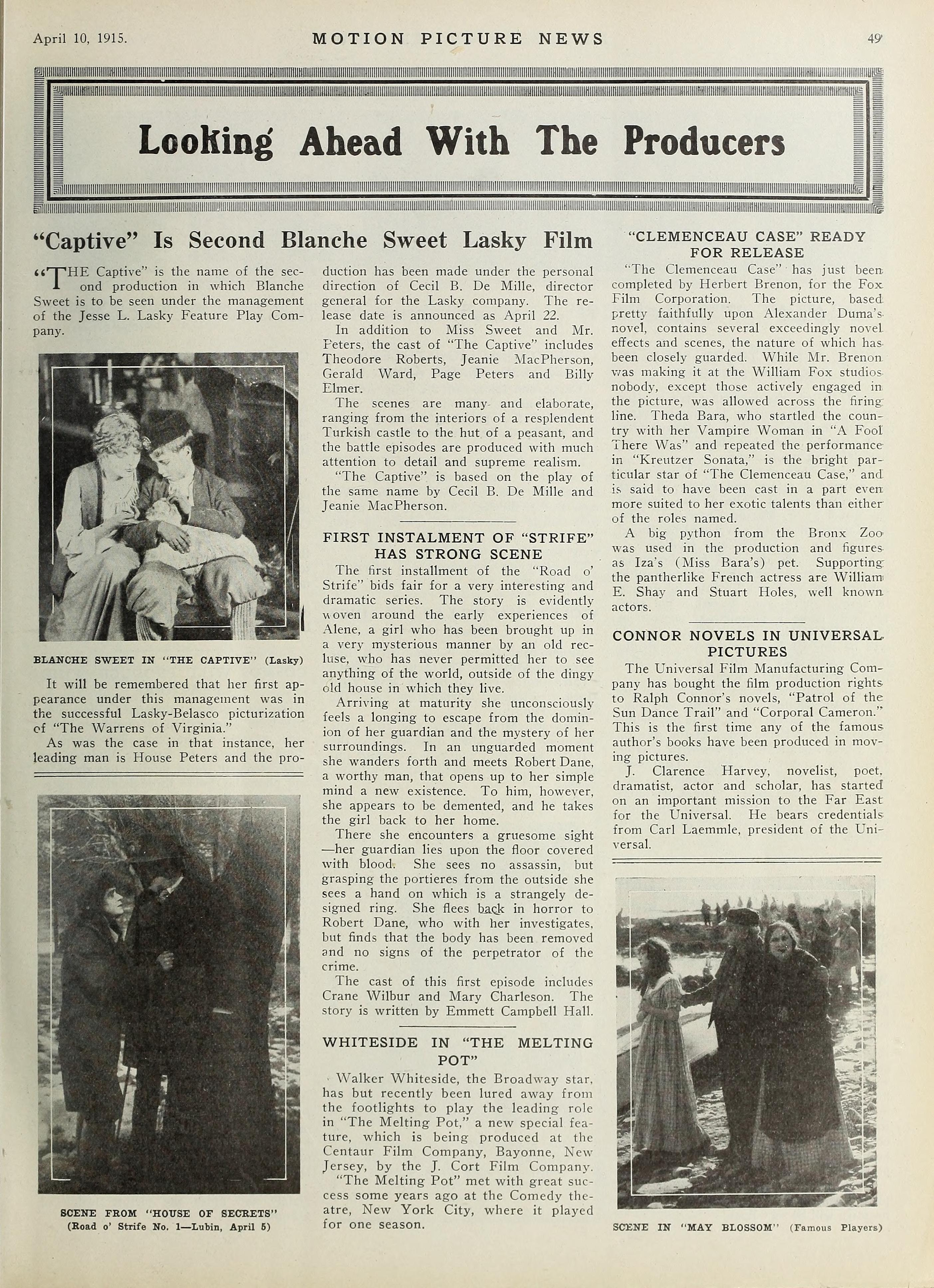
Article sur le film dans Exhibitors' Times

Pour les articles homonymes, voir The Captive.
Pour plus de détails, voir Fiche technique et Distribution.
The Captive est un film américain réalisé par Cecil B. DeMille et sorti en 1915.

## Synopsis
Une fermière du Montenegro emploie un prisonnier turc capturé pendant la Guerre des Balkans, et finit par en tomber amoureuse.

## Fiche technique
- Réalisation : Cecil B. DeMille
- Scénario : Cecil B. DeMille, Jeanie MacPherson
- Production : Jesse L. Lasky
- Distributeur : Paramount Pictures
- Photographie : Alvin Wyckoff
- Montage : Cecil B. DeMille
- Durée : 50 minutes
- Date de sortie: 
  - États-Unis : 22 avril 1915

## Distribution
- Blanche Sweet : Sonya Martinovich
- House Peters : Muhamud Hassan
- Page Peters : Marko
- Theodore Roberts : The Burgomaster
- Gerald Ward : Milos Martinovich
- Jeanie MacPherson : Milka
- Marjorie Daw
- William Elmer : officier turc
- Tex Driscoll
- Raymond Hatton